# Slag bij South Mills
De Slag bij South Mills vond plaats op 19 april 1862 in Camden County in North Carolina tijdens de Amerikaanse Burgeroorlog. Deze confrontatie is ook bekend onder de naam Slag bij Camden. Hij maakte deel uit van de veldtocht van generaal Burnside in North Carolina.
Toen Burnside vernam dat de Zuidelijken schepen aan het bouwen waren in Norfolk, stuurde hij er een eenheid op uit om de sluizen bij Dismal Swamp onklaar te maken. Zo wilde hij voorkomen dat deze vijandelijke schepen naar Albemarle Sound en zijn vloot zouden kunnen opvaren. Hij vertrouwde deze operatie toe aan brigadegeneraal Jesse L. Reno. Hij vertrok op 18 april vanaf Roanoke Island. Tegen middernacht arriveerde het konvooi bij Elisabeth City. Daar zette hij zijn troepen aan land. In de vroege ochtend van 19 april marcheerde Reno naar het noorden richting South Mills. Op een kruispunt enkele kilometers ten zuiden van South Mills hielden de Zuidelijke eenheden onder leiding van kolonel Ambrose R. Wright deze opmars tegen tot het invallen van de duisternis. Reno zag af van een verdere opmars. Hij trok zijn eenheden terug naar de transportschepen bij Elisabeth City. De schepen voeren daarna naar New Bern, waar ze op 22 april aankwamen.

## Bron
- National Park Service - South Mills